# Munich-Centre for Advanced Photonics

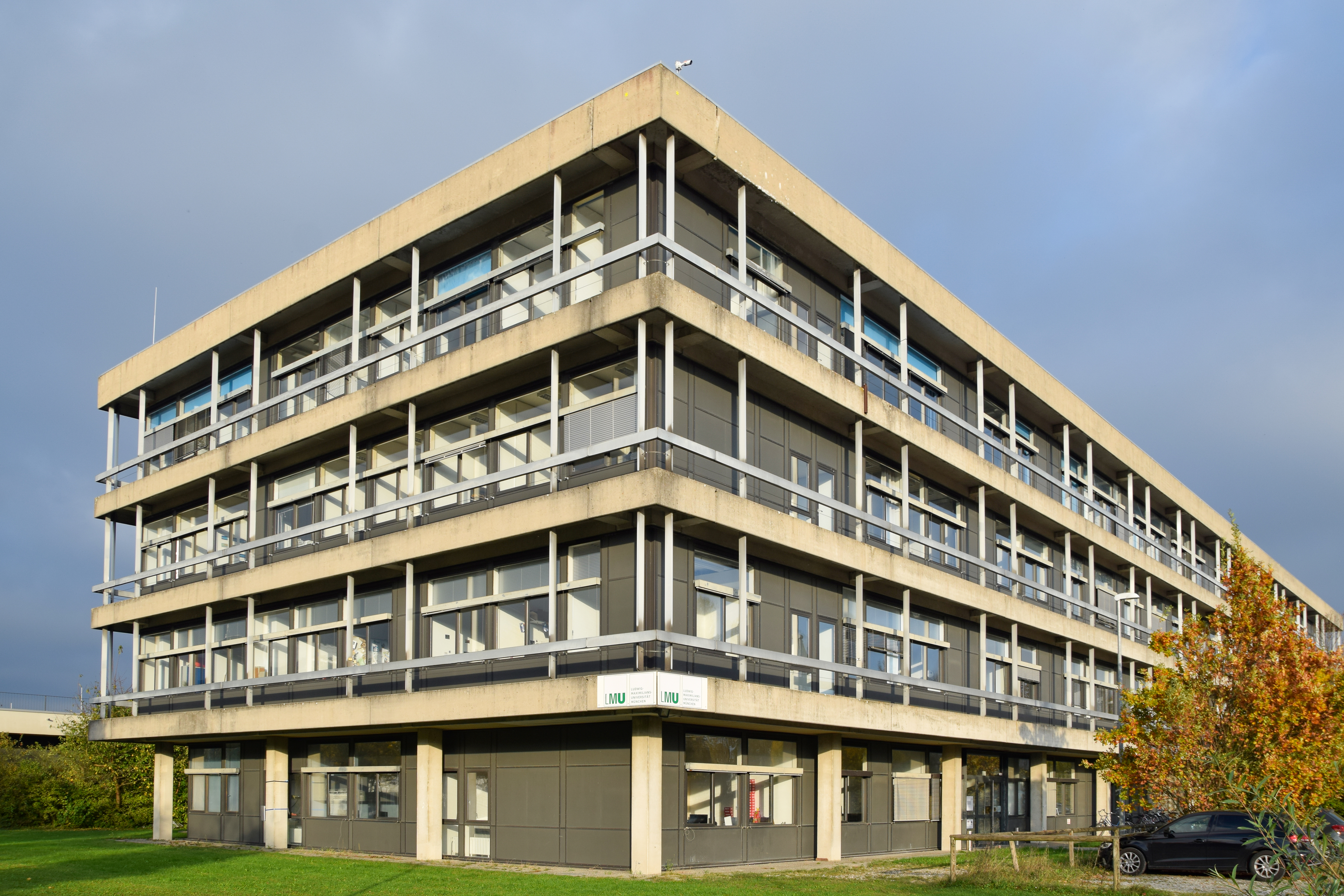
Gebäude des Munich Center for Advanced Photonics (2024)

Das Munich-Centre for Advanced Photonics (MAP) war ein interdisziplinärer Forschungsverbund (Exzellenzcluster) der LMU München, der von 2006 bis 2018 bestand.
MAP wurde im Rahmen der ersten Runde der Exzellenzinitiative 2006 erfolgreich beantragt und in der dritten Runde 2012 um weitere sechs Jahre verlängert. Das Zentrum für fortgeschrittene Laseranwendungen (Centre for Advanced Laser Applications CALA) führt Teile der der Forschungsrichtung von MAP fort und wurde großteils von an MAP beteiligten Wissenschaftlern initiiert.

## Ziel und Konzept
Am Munich-Centre for Advanced Photonics (MAP) entwickelten Forscher aus dem Bereich der Photonik kohärente Lichtquellen und lichtbetriebene Teilchenquellen. Ziele von MAP waren höhere Intensitäten, die vollständige Kontrolle von Lichtpulsen, bessere Frequenzgenauigkeit und höhere Photonenenergien. Die neuen Teilchenquellen dienen zum Beispiel Biologen und Medizinern dazu, die Struktur von Biomolekülen, aber auch Veränderungen im Gewebe zu beobachten, aufzuklären und für die Diagnose und Therapie – etwa von Tumoren – zu nutzen. Das fächerübergreifende Netzwerk von MAP schaffte dazu eine Forschungsinfrastruktur. 

## Kooperationspartner
- Technische Universität München
- Max-Planck-Institut für Biochemie
- Max-Planck-Institut für extraterrestrische Physik
- Max-Planck-Institut für Plasmaphysik
- Max-Planck-Institut für Quantenoptik
- Universität der Bundeswehr München
- Siemens AG Sector Healthcare